# Orthocarpus pachystachyus
Orthocarpus pachystachyus är en snyltrotsväxtart som beskrevs av Asa Gray. Orthocarpus pachystachyus ingår i släktet Orthocarpus och familjen snyltrotsväxter. Inga underarter finns listade i Catalogue of Life.